# はこだてみらい館
はこだてみらい館（はこだてみらいかん）とは北海道函館市にある科学館である。

## 概要
市民および観光客に対し最先端技術を活用し、体験や交流の場を提供する公共施設。工藤壽樹函館市長(当時)の「駅前市有地での民間商業施設と子どもおもしろ館、キッズセンターなどの公共施設合築による集客施設の設計」の施策を実現したもの。函館駅前（若松町）大門地区の賑わい創出を目的。函館市の「はこだておもしろ館整備事業」で2016年（平成28年）10月開館した。工藤は民活による「キッザニア」のような体験型の施設を構想していた。函館には子どもを中心に家族で一日楽しめる施設は存在せず、なんとか実現したいと願っていた。

## 主な設備
- 巨大高精細LEDディスプレイ「メディアウォール」 - 幅14.5ｍ、高さ2.5ｍ[5]
- 360 Studio[5]
- デジタル水槽[5]